# Prehari
Prehari este un sat din comuna Pljevlja, Muntenegru. Conform datelor de la recensământul din 2003, localitatea are 21 de locuitori (la recensământul din 1991 erau 31 de locuitori).

## Demografie
În satul Prehari locuiesc 19 persoane adulte, iar vârsta medie a populației este de 51,5 de ani (50,2 la bărbați și 53,4 la femei). În localitate sunt 8 gospodării, iar numărul mediu de membri în gospodărie este de 2,63.
Populația localității este foarte eterogenă.
|  |

| Demografie | Demografie | Demografie |
| An         | Locuitori  | Locuitori  |
| ---------- | ---------- | ---------- |
|            |            |            |
|            |            |            |
|            |            |            |
|            |            |            |
| 1948       | 67         |            |
| 1953       | 75         |            |
| 1961       | 76         |            |
| 1971       | 71         |            |
| 1981       | 53         |            |
| 1991       | 31         | 31         |
| 2003       | 23         | 21         |

| \| Componența etnică conform recensământului din 2003[2] \| Componența etnică conform recensământului din 2003[2] \| Componența etnică conform recensământului din 2003[2] \| Componența etnică conform recensământului din 2003[2] \| Componența etnică conform recensământului din 2003[2] \| \| ----------------------------------------------------- \| ----------------------------------------------------- \| ----------------------------------------------------- \| ----------------------------------------------------- \| ----------------------------------------------------- \| \| \| \| \| \| \| \| Sârbi \| Sârbi \| \| 12 \| 57,14% \| \| Muntenegreni \| Muntenegreni \| \| 9 \| 42,85% \| \| necunoscută \| necunoscută \| \| 0 \| 0% \| |              |  |    |        |
| Componența etnică conform recensământului din 2003 |              |  |    |        |
| |              |  |    |        |
| Sârbi | Sârbi        |  | 12 | 57,14% |
| Muntenegreni | Muntenegreni |  | 9  | 42,85% |
| necunoscută | necunoscută  |  | 0  | 0%     |